# Niehl
Niehl es un municipio situado en el distrito de Bitburg-Prüm, en el estado federado de Renania-Palatinado (Alemania). Su población estimada a finales de 2016 era de 77 habitantes.
Se encuentra ubicado al noroeste del estado, en la región de Eifel, cerca de la frontera con Luxemburgo, al norte de la ciudad de Tréveris y del río Mosela —un afluente del Rin por la izquierda—.